# Віолета Андрей
Віолета Андрей (рум. Violeta Andrei; нар. 29 березня 1941, Брашов, Румунія) — румунська акторка театру і кіно.

## Навчання
У 1965 році Віолета Андрей закінчила бухарестський Інститут театру і кіно «В. О. Караджиале» (IATC; нині Національний університет театру і кіно «І. О. Караджиале» (Бухарест).

## Творчість
Виступала як акторка Teatrului National Radiofonic.
У кіно Віолета Андрей дебютувала в 1966 році у фільмі режисера Мірча Дрэгана «Голгофа». Знялася в 40 фільмах Румунії та НДР.

## Нагороди та визнання
- премія Спілки кінематографістів Румунії за роль у фільмі «Я, ти і Овідіу» в 1979 році,
- премія на фестивалі в Авеліно,
- спеціальний приз журі Saggitario D'oro, який присуджує Академія мистецтв у Римі.

## Родина
Віолета Андрей одружена з колишнім міністром закордонних справ Соціалістичної Республіки Румунія Штефаном Андреєм.

## Вибрана фільмографія
- 1966 — Голгофа / Golgota
- 1972 — Фелікс і Отілія / Felix și Otilia
- 1973 — Серпень у вогні / August in flacari
- 1973 — Вероніка повертається / Veronica se întoarce
- 1973 — Штефан Великий — 1475 рік
- 1975 — За пісками / Dincolo de nisipuri
- 1975 — Будинок опівночі / Casa de la miezul noptii
- 1976 — Мама
- 1976 — В пилу зірок
- 1977 — Аурел Влайку / Aurel Vlaicu
- 1978 — Северіно / Severino
- 1978 — Руки Афродіти / Bratele Afroditei
- 1979 — Мить / Clipa
- 1979 — Союз племені ірокезів / Blauvogel
- 1980 — Блідий світ скорботи / Lumina palida a durerii
- 1981 — Співай, ковбой, співай / Sing, Cowboy, sing
- 1981 — Капкан для найманців
- 1981 — Світ без неба / O lume fara cer
- 1982 — Клоуни на північному полюсі / Saltimbanc la Polul Nord, Un
- 1982 — Вільгельм Завойовник / Wilhelm Cuceritorul
- 1983 — Клоуни / Saltimbancii (у радянському прокаті «Цей сумний веселий цирк»)
- 1983 — Як в кіно / Can filme
- 1983 — Смішно, як в житті / Rîdeti can що
- 2006 — Гріхи Єви (серіал, 2005—2006) / Pacatele Evei